# Wereldkampioenschappen synchroonzwemmen 2023 – Duet vrije routine
	De vrije routine voor duetten tijdens de wereldkampioenschappen synchroonzwemmen 2023 vond plaats op 18 en 20 juli 2023 in de Marine Messe Fukuoka in Fukuoka.

## Uitslag
| Rang   | Namen                                        | Land                | Voorronde    | Voorronde    | Finale        | Finale        |
| Rang   | Namen                                        | Land                | Punten       | Rang         | Punten        | Rang          |
| ------ | -------------------------------------------- | ------------------- | ------------ | ------------ | ------------- | ------------- |
| Goud   | Anna-Maria Alexandri Eirini-Marina Alexandri | Oostenrijk          | 251,4313     | 1            | 255,4583      | 1             |
| Zilver | Wang Liuyi Wang Qianyi                       | China               | 184,7208     | 9            | 255,2480      | 2             |
| Brons  | Mashiro Yasunaga Moe Higa                    | Japan               | 178,1583     | 11           | 249,5167      | 3             |
| 4      | Shelly Bobritsky Ariel Nassee                | Israël              | 225,1625     | 4            | 236,1334      | 4             |
| 5      | Isabelle Thorpe Kate Shortman                | Verenigd Koninkrijk | 184,6145     | 10           | 226,4834      | 5             |
| 6      | Vladyslava Aleksiyiva Maryna Aleksiyiva      | Oekraïne            | 251,0981     | 2            | 224,6375      | 6             |
| 7      | Megumi Field Ruby Remati                     | Verenigde Staten    | 225,9459     | 3            | 209,5187      | 7             |
| 8      | Marloes Steenbeek Bregje de Brouwer          | Nederland           | 217,6916     | 6            | 206,0396      | 8             |
| 9      | Lucrezia Ruggiero Linda Cerruti              | Italië              | 213,6813     | 7            | 200,0751      | 9             |
| 10     | Sofia Malkogeorgou Evangelia Platanioti      | Griekenland         | 173,0249     | 12           | 189,4291      | 10            |
| 11     | Iris Tió Alisa Ozhogina                      | Spanje              | 223,1792     | 5            | 175,7437      | 11            |
| 12     | Anastasia Bayandina Eve Planeix              | Frankrijk           | 193,7375     | 8            | 170,0542      | 12            |
| 13     | Lee Ri-young Hur Yoon-seo                    | Zuid-Korea          | 169,6645     | 13           | Uitgeschakeld | Uitgeschakeld |
| 14     | Leila Marxer Noemi Büchel                    | Liechtenstein       | 168,4124     | 14           | Uitgeschakeld | Uitgeschakeld |
| 15     | Cheila Vieira Maria Gonçalves                | Portugal            | 167,1750     | 15           | Uitgeschakeld | Uitgeschakeld |
| 16     | Laura Miccuci Gabriela Regly                 | Brazilië            | 165,2500     | 16           | Uitgeschakeld | Uitgeschakeld |
| 17     | Ziyodakhon Toshkhujaeva Diana Onkes          | Oezbekistan         | 159,7541     | 17           | Uitgeschakeld | Uitgeschakeld |
| 18     | Susana Rovner Klara Bleyer                   | Duitsland           | 148,8394     | 18           | Uitgeschakeld | Uitgeschakeld |
| 19     | Estefania Roa Melisa Ceballos                | Colombia            | 145,4605     | 19           | Uitgeschakeld | Uitgeschakeld |
| 20     | Hana Hiekal Malak Toson                      | Egypte              | 144,0021     | 20           | Uitgeschakeld | Uitgeschakeld |
| 21     | Yasmin Tuyakova Arina Pushkina               | Kazachstan          | 141,8146     | 21           | Uitgeschakeld | Uitgeschakeld |
| 22     | Zoe Poulis Georgia Courage-Gardiner          | Australië           | 139,7875     | 22           | Uitgeschakeld | Uitgeschakeld |
| 23     | Mikayla Morales Kyra Hoevertsz               | Aruba               | 138,4396     | 23           | Uitgeschakeld | Uitgeschakeld |
| 24     | Angelika Bastianelli Blanka Barbócz          | Hongarije           | 135,5583     | 24           | Uitgeschakeld | Uitgeschakeld |
| 25     | Supitchaya Songpan Pongpimporn Pongsuwan     | Thailand            | 134,4812     | 25           | Uitgeschakeld | Uitgeschakeld |
| 26     | Dalia Penkova Sasha Miteva                   | Bulgarije           | 132,2832     | 26           | Uitgeschakeld | Uitgeschakeld |
| 27     | Eden Worsley Eva Morris                      | Nieuw-Zeeland       | 127,0959     | 27           | Uitgeschakeld | Uitgeschakeld |
| 28     | Jess Pretorius Laura Strugnell               | Zuid-Afrika         | 121,1624     | 28           | Uitgeschakeld | Uitgeschakeld |
| 29     | Agustina Medina Lucía Pérez                  | Uruguay             | 120,6291     | 29           | Uitgeschakeld | Uitgeschakeld |
| 30     | Luisina Caussi Tiziana Bonucci               | Argentinië          | 120,1125     | 30           | Uitgeschakeld | Uitgeschakeld |
| 31     | Nika Seljak Karin Pesrl                      | Slovenië            | 117,5188     | 31           | Uitgeschakeld | Uitgeschakeld |
| 32     | Karolína Klusková Aneta Mrázková             | Tsjechië            | 115,5354     | 32           | Uitgeschakeld | Uitgeschakeld |
| 33     | Dayaris Varona Gabriela Alpajón              | Cuba                | 112,3021     | 33           | Uitgeschakeld | Uitgeschakeld |
| 34     | Esmanur Yirmibeş Nil Talu                    | Turkije             | 105,6480     | 34           | Uitgeschakeld | Uitgeschakeld |
| 35     | Maria Alfaro Anna Mitinian                   | Costa Rica          | 99,5604      | 35           | Uitgeschakeld | Uitgeschakeld |
| 36     | Chau Cheng Han Ao Weng I                     | Macau               | 94,0439      | 36           | Uitgeschakeld | Uitgeschakeld |
| –      | Joana Jiménez Nuria Diosdado                 | Mexico              | Niet gestart | Niet gestart | Niet gestart  | Niet gestart  |